# Associazione Calcio Savoia 1908 1982-1983
Questa voce raccoglie le informazioni riguardanti il Savoia nelle competizioni ufficiali della stagione 1982-1983.

## Stagione
La stagione 1982-1983 fu la 61ª stagione sportiva del Savoia.
Campionato Interregionale 1982-1983: 3º posto

## Divise e sponsor
Lo sponsor tecnico è Ennerre, mentre lo sponsor principale non è presente.

La maglia è di colore bianco con colletto a V, pantaloncini e calzettoni bianchi.

La maglia alternativa alla prima è di colore bianco con colletto nero, bordata con due righe nere sulla lunghezza delle maniche e con una sulla bordatura, calzettoni e pantaloncini bianchi.
| Casa | 3ª maglia |

## Organigramma societario
Area direttiva
- Presidente:  Pasquale Gallo
- Vice presidente: Michele Gallo

Area organizzativa
- Segretario generale: Giuseppe Sasso

Area tecnica
- Direttore Sportivo:
- Allenatore:  Benito Montalto

## Rosa

Bacchiocchi, capocannoniere del campionato con 17 reti e terzo goleador di sempre nella storia del club con 43 reti totali.

| N. |                   | Ruolo | Calciatore                      |
| -- | ----------------- | ----- | ------------------------------- |
|    | Italia (bandiera) | P     | Mario Sulli                     |
|    | Italia (bandiera) | P     | Panariello                      |
|    | Italia (bandiera) | D     | Salvatore Acampa                |
|    | Italia (bandiera) | D     | Vittorio Belotti                |
|    | Italia (bandiera) | D     | Ciro Milano                     |
|    | Italia (bandiera) | C     | Federico Cangiano               |
|    | Italia (bandiera) | C     | Alessandro Ceccaroni            |
|    | Italia (bandiera) | C     | Giuseppe Vianello               |
|    | Italia (bandiera) | A     | Giovanni Bacchiocchi (Capitano) |
|    | Italia (bandiera) | A     | Giovanni Fontanella             |
|    | Italia (bandiera) | A     | Federico Margiotta              |
|    | Italia (bandiera) |       | Antonio Bombace                 |

| N. |                   | Ruolo | Calciatore        |
| -- | ----------------- | ----- | ----------------- |
|    | Italia (bandiera) |       | Mario Caldara     |
|    | Italia (bandiera) |       | Ciro Campana      |
|    | Italia (bandiera) |       | Vincenzo Cirillo  |
|    | Italia (bandiera) |       | Corigliano        |
|    | Italia (bandiera) |       | Alessandro Dati   |
|    | Italia (bandiera) |       | Pasquale Immobile |
|    | Italia (bandiera) |       | Pasquale Iovine   |
|    | Italia (bandiera) |       | Maurizio Puglisi  |
|    | Italia (bandiera) |       | Raffaele Scala    |
|    | Italia (bandiera) |       | Francesco Secondo |
|    | Italia (bandiera) |       | Vitiello          |

## Calciomercato
| Acquisti | Acquisti             | Acquisti | Acquisti      |
| R.       | Nome                 | da       | Modalità      |
| -------- | -------------------- | -------- | ------------- |
| A        | Giovanni Bacchiocchi | Frattese | fine prestito |

| Cessioni | Cessioni | Cessioni | Cessioni   |
| R.       | Nome     | a        | Modalità   |
| -------- | -------- | -------- | ---------- |
|          |          |          | definitivo |

## Risultati

### Interregionale

#### Girone di andata
| Arbitro: | Arcovito (Messina) |

|  |           |               |
|  | Marcatori | 2’ Corigliano |

| Arbitro: | Crinchieri (Roma) |

|            |           |  |
| Acampa 80’ | Marcatori |  |

| Arbitro: | Telegrafo (Taranto) |

|                          |           |                        |
| Angelici 7’ Lategano 83’ | Marcatori | 84’ (rig.) Bacchiocchi |

| Arbitro: | Rizzo (Lecce) |

|                             |           |                          |
| Vianello 7’ Bacchiocchi 86’ | Marcatori | 50’ Ingenuo 76’ Fioretti |

| Arbitro: | Innocenti (Roma) |

|  |           |                 |
|  | Marcatori | 70’ Bacchiocchi |

| Arbitro: | Mariani (Sulmona) |

|                 |           |                    |
| Bacchiocchi 49’ | Marcatori | 28’ (aut.) Belotti |

| Torre Annunziata 31 ottobre 1982, ore CEST 7ª giornata | Savoia       | 0 – 0 | Crotone | Stadio Alfredo Giraud\| Arbitro: \| Ioli (Parma) \| |
| Arbitro:                                               | Ioli (Parma) |       |         |                                                     |

| Arbitro: | Guida (Palermo) |

|            |           |  |
| Grillo 61’ | Marcatori |  |

| Torre Annunziata 14 novembre 1982, ore CEST 9ª giornata | Savoia             | 0 – 0 | Juventus Stabia | Stadio Alfredo Giraud\| Arbitro: \| Parrinelli (Terni) \| |
| Arbitro:                                                | Parrinelli (Terni) |       |                 |                                                           |

| Arbitro: | Scardia (Lecce) |

|                       |           |                |
| Celi 78’ Esposito 81’ | Marcatori | 77’ Fontanella |

| Arbitro: | Mattioli (Foligno) |

|                                      |           |                         |
| Margiotta 30’ Bacchiocchi 47’ (rig.) | Marcatori | 8’ Glicora 75’ Panuccio |

| Arbitro: | Scarpa (Cagliari) |

|                                             |           |  |
| Veglia 23’ Arbitrio 30’ (rig.) Iazzetta 42’ | Marcatori |  |

| Arbitro: | Rizza (Siracusa) |

|  |           |                |
|  | Marcatori | 46’ Fontanella |

| Arbitro: | Eblasi (Arezzo) |

|                                    |           |                            |
| Bacchiocchi 26’ (rig.) Cirillo 68’ | Marcatori | 46’ Consalvo 90’ D'Alessio |

| Arbitro: | Draghi (Grosseto) |

|  |           |              |
|  | Marcatori | 39’ Cangiano |

#### Girone di ritorno
| Arbitro: | Cerina (Cagliari) |

|                        |           |           |
| Bacchiocchi 87’ (rig.) | Marcatori | 43’ Mosca |

| Cassano all'Ionio 23 gennaio 1983, ore CEST 17ª giornata | Cassano          | 0 – 0 | Savoia | \| Arbitro: \| Addamo (Lentini) \| |
| Arbitro:                                                 | Addamo (Lentini) |       |        |                                    |

| Arbitro: | Innocenzi (Tivoli) |

|                           |           |               |
| Cangiano 61’ Vianello 79’ | Marcatori | 75’ Tarantino |

| Arbitro: | Piccinnini (Molfetta) |

|          |           |              |
| Maio 70’ | Marcatori | 24’ Vianello |

| Arbitro: | Cermigliaro (Trapani) |

|                      |           |                    |
| Bacchiocchi 38’, 68’ | Marcatori | 72’ (rig.) Gambino |

| Pomigliano d'Arco 20 febbraio 1983, ore CEST 21ª giornata | Pomigliano            | 0 – 0 | Savoia | Stadio Ugo Gobbato\| Arbitro: \| De Sanctis (L'Aquila) \| |
| Arbitro:                                                  | De Sanctis (L'Aquila) |       |        |                                                           |

| Arbitro: | Ceccarelli (Ciampino) |

|                      |           |                 |
| Pepe 6’ Pauselli 67’ | Marcatori | 58’ (aut.) Pupo |

| Arbitro: | Sciarassia (Potenza) |

|            |           |  |
| Iovine 55’ | Marcatori |  |

| Arbitro: | De Angelis (Civitavecchia) |

|           |           |  |
| Scala 52’ | Marcatori |  |

| Torre Annunziata 10 aprile 1983, ore CEST 25ª giornata | Savoia                     | 0 – 0 | Corigliano | Stadio Alfredo Giraud\| Arbitro: \| De Angelis (Civitavecchia) \| |
| Arbitro:                                               | De Angelis (Civitavecchia) |       |            |                                                                   |

| Arbitro: | Di Gangi (Palermo) |

|                                         |           |                                            |
| Fiorino 8’, 82’ Carello 69’, 76’ (rig.) | Marcatori | 23’ (rig.), 87’ Bacchiocchi 84’ Fontanella |

| Arbitro: | Frattin (Castelfranco Veneto) |

|             |           |            |
| Puglisi 13’ | Marcatori | 61’ Veglia |

| Arbitro: | Guida (Palermo) |

|            |           |                |
| Acampa 69’ | Marcatori | 86’ Spilabotte |

| Arbitro: | Pottini (Perugia) |

|             |           |                      |
| Maltempo 1’ | Marcatori | 10’, 40’ Bacchiocchi |

| Arbitro: | Cirotti (Roma) |

|                                                        |           |  |
| Bacchiocchi 35’, 39’, 63’, 82’ Campana 42’ Puglisi 69’ | Marcatori |  |

### Coppa Italia

#### Primo turno
| Torre Annunziata 5 settembre 1983, ore CEST Andata | Savoia | 2 – 3 | Juventus Stabia | Stadio Alfredo Giraud |

| Castellammare di Stabia 12 settembre 1983, ore CEST Ritorno | Juventus Stabia | 2 – 0 | Savoia | Stadio Romeo Menti |

## Statistiche

### Statistiche di squadra
| Competizione              | Punti | In casa | In casa | In casa | In casa | In casa | In casa | In trasferta | In trasferta | In trasferta | In trasferta | In trasferta | In trasferta | Totale | Totale | Totale | Totale | Totale | Totale | DR  |
| Competizione              | Punti | G       | V       | N       | P       | Gf      | Gs      | G            | V            | N            | P            | Gf           | Gs           | G      | V      | N      | P      | Gf     | Gs     | DR  |
| ------------------------- | ----- | ------- | ------- | ------- | ------- | ------- | ------- | ------------ | ------------ | ------------ | ------------ | ------------ | ------------ | ------ | ------ | ------ | ------ | ------ | ------ | --- |
| Campionato Interregionale | 33    | 15      | 5       | 10      | 0       | 22      | 12      | 15           | 5            | 3            | 7            | 7            | 6            | 30     | 10     | 13     | 7      | 29     | 18     | +11 |
| Coppa Italia Dilettanti   | -     | 1       | 0       | 0       | 1       | 2       | 3       | 1            | 0            | 0            | 1            | 0            | 2            | 2      | 0      | 0      | 2      | 2      | 5      | -3  |
| Totale                    | 33    | 16      | 5       | 10      | 1       | 24      | 15      | 16           | 5            | 3            | 8            | 7            | 8            | 32     | 10     | 13     | 9      | 31     | 23     | +8  |

### Andamento in campionato
| Giornata  | 1 | 2 | 3 | 4 | 5 | 6 | 7 | 8 | 9 | 10 | 11 | 12 | 13 | 14 | 15 | 16 | 17 | 18 | 19 | 20 | 21 | 22 | 23 | 24 | 25 | 26 | 27 | 28 | 29 | 30 |
| --------- | - | - | - | - | - | - | - | - | - | -- | -- | -- | -- | -- | -- | -- | -- | -- | -- | -- | -- | -- | -- | -- | -- | -- | -- | -- | -- | -- |
| Luogo     | T | C | T | C | T | C | C | T | C | T  | C  | T  | T  | C  | T  | C  | T  | C  | T  | C  | T  | T  | C  | T  | C  | T  | C  | C  | T  | C  |
| Risultato | V | V | P | N | V | N | N | P | N | P  | N  | P  | V  | N  | V  | N  | N  | V  | N  | V  | N  | P  | V  | P  | N  | P  | N  | N  | V  | V  |
| Posizione | 1 | 1 |   |   |   |   |   |   |   |    |    |    |    |    |    |    |    |    |    |    |    |    |    |    |    |    |    |    | 3  | 3  |

Legenda:

Luogo: C = Casa; T = Trasferta. Risultato: V = Vittoria; N = Pareggio; P = Sconfitta.

### Statistiche dei giocatori
| Giocatore      | Campionato Interregionale | Campionato Interregionale | Coppa Italia Dilettanti | Coppa Italia Dilettanti | Totale   | Totale |
| Giocatore      | Presenze                  | Reti                      | Presenze                | Reti                    | Presenze | Reti   |
| -------------- | ------------------------- | ------------------------- | ----------------------- | ----------------------- | -------- | ------ |
| S. Acampa      | 25                        | 2                         | ?                       | ?                       | 25+      | 2+     |
| G. Bacchiocchi | 29                        | 17                        | ?                       | ?                       | 29+      | 17+    |
| V. Belotti     | 24                        | 0                         | ?                       | ?                       | 24+      | 0+     |
| A. Bombace     | 22                        | 0                         | ?                       | ?                       | 22+      | 0+     |
| M. Caldara     | 1                         | 0                         | ?                       | ?                       | 1+       | 0+     |
| C. Campana     | 17                        | 1                         | ?                       | ?                       | 17+      | 1+     |
| F. Cangiano    | 20                        | 0                         | ?                       | ?                       | 20+      | 0+     |
| A. Ceccaroni   | 23                        | 0                         | ?                       | ?                       | 23+      | 0+     |
| V. Cirillo     | 22                        | 1                         | ?                       | ?                       | 22+      | 1+     |
| Corigliano     | 8                         | 1                         | ?                       | ?                       | 8+       | 1+     |
| A. Dati        | 24                        | 0                         | ?                       | ?                       | 24+      | 0+     |
| G. Fontanella  | 17                        | 3                         | ?                       | ?                       | 17+      | 3+     |
| P. Immobile    | 4                         | 0                         | ?                       | ?                       | 4+       | 0+     |
| P. Iovine      | 11                        | 0                         | ?                       | ?                       | 11+      | 0+     |
| F. Margiotta   | 24                        | 1                         | ?                       | ?                       | 24+      | 1+     |
| C. Milano      | 30                        | 0                         | ?                       | ?                       | 30+      | 0+     |
| Panariello     | 1                         | -2                        | ?                       | ?                       | 1+       | -2+    |
| M. Puglisi     | 21                        | 2                         | ?                       | ?                       | 21+      | 2+     |
| R. Scala       | 2                         | 0                         | ?                       | ?                       | 2+       | 0+     |
| F. Secondo     | 1                         | 0                         | ?                       | ?                       | 1+       | 0+     |
| M. Sulli       | 28                        | -27                       | ?                       | ?                       | 28+      | -27+   |
| G. Vianello    | 26                        | 3                         | ?                       | ?                       | 26+      | 3+     |
| Vitiello       | 1                         | 0                         | ?                       | ?                       | 1+       | 0+     |